# Silke Spiegelburgová
Silke Spiegelburgová (* 17. března 1986, Georgsmarienhütte, Dolní Sasko) je bývalá německá atletka, jejíž specializací byl skok o tyči. V roce 2009 získala stříbro na halovém ME v Turíně a o rok později stříbro na ME v Barceloně. Stříbro vybojovala také na halovém ME 2011 v Paříži. Je držitelkou německých rekordů v hale (477 cm) i pod širým nebem (482 cm). V letech 2011 - 2013 se třikrát stala vítězkou diamantové ligy ve své disciplíně. Její starší bratr Richard se rovněž věnoval skoku o tyči.

## Kariéra
První mezinárodní úspěch zaznamenala v roce 2001 na mistrovství světa do 17 let v Debrecínu, kde získala zlatou medaili. O rok později skončila na juniorském mistrovství světa v jamajském Kingstonu na osmém místě. V roce 2003 se stala ve finském Tampere juniorskou mistryní Evropy. Reprezentovala na letních olympijských hrách 2004 v Athénách, kde ve finále skončila na děleném třináctém místě.
V roce 2005 obhájila v litevském Kaunasu titul juniorském mistryně Evropy. 25. srpna 2005 překonala v německém Münsteru 448 cm, čímž vytvořila juniorský světový rekord, když o jeden cm vylepšila původní rekord Rusky Jeleny Isinbajevové z roku 2001. O rok později skončila osmá na halovém MS v Moskvě a šestá na evropském šampionátu ve švédském Göteborgu.
V roce 2007 na halovém ME v Birminghamu se umístila výkonem 448 cm na pátém místě. V témže roce skončila na mistrovství Evropy do 23 let v Debrecínu na čtvrtém místě a postoupila do finále na světovém šampionátu v japonské Ósace. V něm však na základní výšce 435 cm třikrát neuspěla a skončila bez platného pokusu. Na letních olympijských hrách 2008 v Pekingu skončila ve finále sedmá, když překonala napotřetí 465 cm. Ve stejném roce vyhrála výkonem 470 cm na světovém atletickém finále ve Stuttgartu.
V roce 2009 vybojovala na halovém ME v italském Turíně stříbrnou medaili, když si ve finále vytvořila výkonem 475 cm nový osobní rekord. Stejnou výšku překonala také Ruska Julija Golubčikovová, která však měla lepší technický zápis na nižší výšce a stala se halovou mistryní Evropy. Bronz vybojovala další Němka Anna Battkeová. Na světovém šampionátu v Berlíně skončila těsně pod stupni vítězů, na čtvrtém místě. Ve finále překonala 465 cm stejně jako Polka Monika Pyreková a Američanka Chelsea Johnsonová. Ty však měly lepší technický zápis a obě se podělily o stříbrnou medaili.
Vinou zranění neodcestovala na halové MS, které se v roce 2010 konalo v katarském Dauhá. V letní sezóně získala stříbrnou medaili na evropském šampionátu v Barceloně, kde překonala 465 cm. Výše skočila jen Ruska Světlana Feofanovová, která zdolala 475 cm. Bronz vybojovala Němka Lisa Ryzihová.

### 2011–2013
13. února 2011 vylepšila na mítinku BW-Bank v Karlsruhe hodnotu halového německého rekordu na 476 cm. Výšku o jeden centimetr níže poté překonala na halovém ME v Paříži a získala stříbrnou medaili, když nestačila jen na Polku Annu Rogowskou. V roce 2011 obsadila na MS v atletice v jihokorejském Tegu 9. místo a stala se celkovou vítězkou diamantové ligy. K triumfu ji stačilo 14 bodů, které vybojovala dvěma prvními a dvěma druhými místy.
15. ledna 2012 posunula v Leverkusenu hodnotu německého halového rekordu o další centimetr na 477 cm. Na halovém MS 2012 v tureckém Istanbulu však medaili nevybojovala, když ve finále překonala 465 cm, což stačilo na 4. místo. Těsně pod stupni vítězů skončila také na ME v atletice v Helsinkách, kde v deštivém finále bylo nad její síly překonání výšky 460 cm. Nakonec se podělila s Ruskou Savčenkovou o 4. místo.
Dne 20. července 2012 vyhrála na mítinku Diamantové ligy Herculis v Monaku, kde poprvé v kariéře zdolala hranici 480 cm. Výkonem 482 cm vylepšila o dva centimetry hodnotu německého národního rekordu krajanky Martiny Strutzové z roku 2011 a posunula se na druhé místo letošních tabulek. Výše v letní sezóně 2012 skočila jen Američanka Jennifer Suhrová, která v americkém městě Champaign zvládla 483 cm. Na Letních olympijských hrách v Londýně však nedokázala uspět napoprvé na výšce 470 cm a zbývající dva pokusy si ponechala na výšku o pět centimetrů vyšší. Laťku na stojanech však dvakrát shodila a v celkovém součtu skončila znovu těsně pod stupni vítězů, na 4. místě.
Stejného umístění dosáhla rovněž na mistrovství světa v Moskvě v roce 2013. Zde překonala napoprvé výšky 445, 455, 465 i 475 cm. Nad její síly však byla výška 482 cm a tím nepopulární bramborová medaile.
V roce 2017 se na stadionu Steigerwaldstadion v Erfurtu v rámci mistrovství Německa kvalifikovala výkonem 455 cm na světový šampionát v Londýně. V kvalifikaci však nedokázala překonat výšku 450 cm a skončila na celkovém 14. místě, což k postupu do finálové dvanáctky nestačilo.
Atletickou kariéru ukončila v říjnu roku 2018.

### Úspěchy
| Rok  | Závod                              | Místo                | Umístění | Výkon  |
| ---- | ---------------------------------- | -------------------- | -------- | ------ |
| 2001 | Mistrovství světa do 17 let        | Debrecín, Maďarsko   | 1.       | 4,00 m |
| 2002 | Mistrovství světa juniorů          | Kingston, Jamajka    | 8.       | 3,90 m |
| 2003 | Mistrovství Evropy juniorů         | Tampere, Finsko      | 1.       | 4,15 m |
| 2004 | Letní olympijské hry 2004          | Athény, Řecko        | 13. =    | 4,20 m |
| 2005 | Mistrovství Evropy juniorů         | Kaunas, Litva        | 1.       | 4,35 m |
| 2006 | Halové MS 2006                     | Moskva, Rusko        | 8.       | 4,30 m |
| 2006 | Mistrovství Evropy v atletice 2006 | Göteborg, Švédsko    | 6.       | 4,50 m |
| 2006 | Světové atletické finále           | Stuttgart, Německo   | 6.       | 4,50 m |
| 2007 | Halové ME 2007                     | Birmingham, Anglie   | 5.       | 4,48 m |
| 2007 | ME do 23 let 2007                  | Debrecín, Maďarsko   | 4.       | 4,25 m |
| 2007 | Světové atletické finále           | Stuttgart, Německo   | 7.       | 4,60 m |
| 2008 | Letní olympijské hry 2008          | Peking, Čína         | 7.       | 4,65 m |
| 2008 | Světové atletické finále           | Stuttgart, Německo   | 1.       | 4,70 m |
| 2009 | Halové ME 2009                     | Turín, Itálie        | 2.       | 4,75 m |
| 2009 | Mistrovství Evropy družstev 2009   | Leiria, Portugalsko  | 3.       | 4,60 m |
| 2009 | Mistrovství světa v atletice 2009  | Berlín, Německo      | 4.       | 4,65 m |
| 2009 | Světové atletické finále           | Soluň, Řecko         | 6.       | 4,40 m |
| 2010 | Mistrovství Evropy družstev 2010   | Bergen, Norsko       | 2.       | 4,65 m |
| 2010 | Mistrovství Evropy v atletice 2010 | Barcelona, Španělsko | 2.       | 4,65 m |
| 2011 | Halové ME 2011                     | Paříž, Francie       | 2.       | 4,75 m |
| 2011 | Mistrovství Evropy družstev 2011   | Stockholm, Švédsko   | 2.       | 4,75 m |
| 2011 | Mistrovství světa v atletice 2011  | Tegu, Jižní Korea    | 9.       | 4,65 m |
| 2012 | Halové MS 2012                     | Istanbul, Turecko    | 4.       | 4,65 m |
| 2012 | Mistrovství Evropy v atletice 2012 | Helsinky, Finsko     | 4.       | 4,50 m |
| 2012 | Letní olympijské hry 2012          | Londýn, Anglie       | 4.       | 4,65 m |
| 2013 | Mistrovství světa v atletice 2013  | Moskva, Rusko        | 4.       | 4,75 m |

### Osobní rekordy
- hala – 477 cm – 15. leden 2012, Leverkusen – NR
- venku – 482 cm – 20. července 2012, Monako – NR